# Onthophagus sibuyanus
Onthophagus sibuyanus es una especie de insecto del género Onthophagus, familia Scarabaeidae, orden Coleoptera.

Fue descrita científicamente por Boucomont en 1924.